# Grzegorz Hetman
Grzegorz Hetman (ur. 1978) – polski poeta, krytyk literacki, redaktor czasopism literackich i tomów współczesnej poezji, od 2011 korektor w polskim dziale tłumaczeń w Trybunale Sprawiedliwości w Luksemburgu.
Do czasów matury mieszkał w Lubinie, następnie, w okresie studiów w Instytucie Filologii Polskiej, zamieszkał we Wrocławiu. Był jednym z założycieli kwartalnika literackiego "Red.", w którym w latach 2006-2008 zajmował się działem poetyckim i prowadził działalność krytycznoliteracką.
Publikował m.in. w „Odrze”, "Toposie, „Twórczości” i „FA-arcie”.
W 2006 był redaktorem debiutu poetyckiego Dawida Junga pt 312685 powodów (I tom serii wydawniczej "Red.a").
W 2010 współtworzył monografię naukową Pisma kulturalne w Polsce po 1989 roku. Leksykon, w której opracował hasła, m.in. Blasfemia, Cegła Magazyn Materiałów Literackich, Gazeta Forteczna, Karton i Rita Baum.
W 2017 za swój debiut poetycki Putzlaga (Wydawnictwo Fundacja na rzecz Kultury i Edukacji im. Tymoteusza Karpowicza) otrzymał II nagrodę w ramach XIII Ogólnopolskiego Konkursu Literackiego „Złoty Środek Poezji” im. Artura Fryza na Najlepszy Poetycki Debiut Książkowy 2016 Roku.
W 2025 za tom Flash crash otrzymał nominację do Wrocławskiej Nagrody Poetyckiej Silesius w kategorii książka roku.